# Clan Ōuchi
El clan Ōuchi (大内氏 Ōuchi-shi?) fue uno de los clanes japoneses más importantes y poderosos en el país durante el shogunato Ashikaga. Controlaban un total de ocho provincias desde su castillo en Yamaguchi.
Durante el período Nanbokuchō tuvieron un papel protagonista en favor del shogunato en contra de la Corte Imperial. El clan mantuvo su hegemonía hasta la década de 1560s cuando fueron eclipsados por sus vasallos, el clan Mōri.

## Miembros importantes del clan
- Ōuchi Yoshihiro (1356-1400)
- Ōuchi Masahiro
- Ōuchi Yoshioki (1477-1528)
- Ōuchi Yoshitaka (1507-1551)
- Ōuchi Yoshinaga (d. 1557)